# Гохштеттен (Берн)
Гохштеттен (нім. Höchstetten BE) — громада  в Швейцарії в кантоні Берн, адміністративний округ Емменталь.

## Географія
Громада розташована на відстані близько 26 км на північний схід від Берна.
Гохштеттен має площу 2,6 км², з яких на 7,4% дозволяється будівництво (житлове та будівництво доріг), 72% використовуються в сільськогосподарських цілях, 19,8% зайнято лісами, 0,8% не є продуктивними (річки, льодовики або гори).

## Демографія
2019 року в громаді мешкало 270 осіб (+5,9% порівняно з 2010 роком), іноземців було 4,1%. Густота населення становила 102 осіб/км².
За віковим діапазоном населення розподілялося таким чином: 18,1% — особи молодші 20 років, 60,4% — особи у віці 20—64 років, 21,5% — особи у віці 65 років та старші. Було 117 помешкань (у середньому 2,3 особи в помешканні).
Із загальної кількості 104 працюючих 39 було зайнятих в первинному секторі, 28 — в обробній промисловості, 37 — в галузі послуг.